# Kultura Lyngby

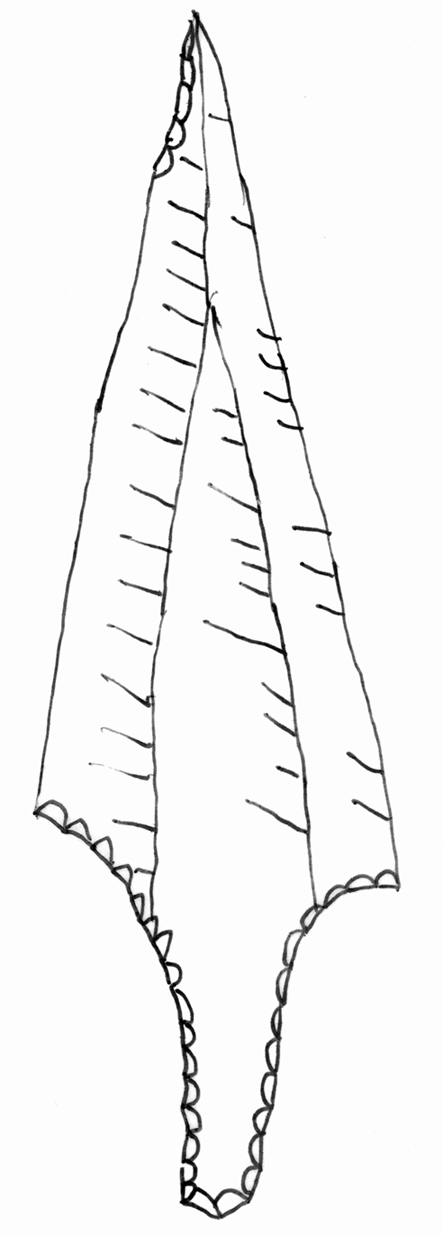
Ostrze lyngbijskie

Kultura Lyngby lub Bromme-Lyngby, zwana niekiedy kulturą łowców reniferów – schyłkowopaleolityczna kultura związana z łowcami reniferów. Nazwa kultury pochodzi od stanowiska Nørre Lyngby na północy Jutlandii oraz stanowiska Bromme na Zelandii (Dania).

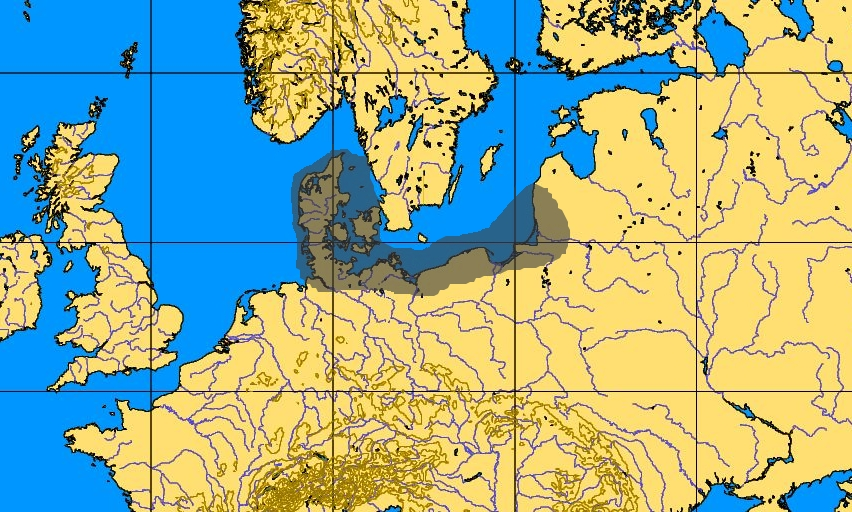
Zasięg kultury lyngbijskiej

Kultura egzystująca na pograniczu tundry i tajgi w okresie Allerødu (ok. 11 800 – 10 800 lat p.n.e.) na terenie Danii, południowej Szwecji oraz na szelfie południowego Bałtyku (poszerzonym na skutek cofnięcia się morza) aż do Litwy. Wraz z ochłodzeniem się klimatu w młodszym dryasie (10 800 – 9500 lat p.n.e.) jej zasięg rozszerza się na południe, tworząc lokalne odmiany, które są podłożem tworzenia się nowych kultur: ahrensburskiej, świderskiej i desneńskiej.
Sposobami przeprowadzania polowań kultura łowców reniferów przypomina kulturę hamburską. 
Charakterystycznymi artefaktami dla tej kultury są:
- motyki lyngbijskie – rodzaj toporka z poroża renifera;
- ostrza lyngbijskie – masywne ostrza trzoneczkowate o krótkim trzonku i mało retuszowanym ostrzu.

Poza tym w inwentarzach krzemiennych występują:
- rdzenie wiórowe, dwupiętowe i jednopiętowe stożkowate
- drapacze, głównie łukowe
- rylce, węgłowe boczne, smukłe klinowate oraz łamańce

W Polsce jeszcze przed wojną Ludwik Sawicki wydzielił tzw. przemysł nowomłyński (Nowy Młyn stan. 1a i 1b) w Polsce środkowej, który odpowiada grupom kultury lyngbyjskiej. Do ważniejszych stanowisk kultury łowców reniferów na późniejszych ziemiach polskich należały m.in. Całowanie, Grzybowa Góra czy Dębe. 